# Những kẻ ăn thịt người ở Kumaon
Những kẻ ăn thịt người ở Kumaon (tên gốc tiếng Anh: Man-Eaters of Kumaon) là một cuốn sách được xuất bản năm 1944 bởi nhà săn bắn tự nhiên Jim Corbett. Nó kể chi tiết về những trải nghiệm mà Corbett đã có ở vùng Kumaon của Ấn Độ từ những năm 1900 đến những năm 1930, khi ông săn những con hổ Bengal  và báo Ấn Độ ăn thịt người. Một con hổ, ví dụ, đã chịu trách nhiệm cho hơn 400 cái chết của con người. Những kẻ ăn thịt người ở Kumaon là tác phẩm nổi tiếng nhất của Corbett và bao gồm 10 câu chuyện về quá trình theo dõi và tiêu diệt những kẻ ăn thịt người ở dãy Himalaya thuộc Ấn Độ trong những năm đầu của thế kỷ XX. Nội dung tác phẩm cũng chứa nhiều thông tin đáng chú ý về hệ thực vật, động vật và đời sống làng quê. Bảy trong số những câu chuyện lần đầu tiên được xuất bản riêng có tên là Những câu chuyện trong rừng.

## Nội dung
- Lời giới thiệu của Ngài Maurice Hallett
- Lời nói đầu của Lord Linlithgow
- Một số lưu ý của tác giả: Nguyên nhân ăn thịt người ở hổ và báo
- Kẻ ăn thịt người Champawat: Câu chuyện về con hổ ăn thịt người đầu tiên bị Corbett bắn hạ vào năm 1907. Được biết, kẻ ăn thịt người này đã cướp đi sinh mạng của 436 nạn nhân ở Nepal và Ấn Độ
- Robin: Câu chuyện về người bạn đồng hành trong những cuộc săn bắn của Corbett, Robin, chú chó Spaniel trung thành của ông.
- Những con hổ Chowgarh: Con hổ đầu tiên trong số ba kẻ ăn thịt người mà Corbett bắn theo yêu cầu của chính phủ tại một hội nghị quận năm 1929. Hóa ra đó là một cặp hai con hổ, một con mẹ và một con đã trưởng thành của nó, đã cùng nhau giết chết 64 người trong khoảng thời gian từ 1925-30. Con hổ trẻ bị bắn vào tháng 4 năm 1929 và hổ mẹ là vào ngày 11 tháng 4 năm 1930.
- Chiến lợi phẩm Powalgarh: Câu chuyện thú vị về cách Corbett bắn con hổ chiến lợi phẩm được săn lùng nhiều (không phải kẻ ăn thịt người) vào năm 1930.
- Kẻ ăn thịt người Mohan: Con hổ thứ hai trong số ba kẻ ăn thịt người mà Corbett được yêu cầu bắn trong hội nghị năm 1929. Bắn vào tháng 5 năm 1931.
- Mơ ước câu cá của tôi: Corbett phản ánh về niềm vui của việc câu cá Mahseer (cá hồi sông Ấn Độ) ở những con sông dưới lòng đất.
- Kẻ ăn thịt người Kanda: Con hổ thứ ba trong số ba kẻ ăn thịt người được yêu cầu phái đi tại hội nghị 1929. Bắn vào năm 1933.
- Hổ Pipal Pani: Corbett truy tìm 15 năm lịch sử của một con hổ địa phương (không phải kẻ ăn thịt người), từ những dấu vết của nó trong bùn khi còn nhỏ, cho đến khi chết 15 năm sau.
- Kẻ ăn thịt người Thak: Kẻ ăn thịt người cuối cùng bị Corbett bắn vào tháng 11 năm 1938 (ở tuổi 63).
- Chỉ những con hổ: Corbett nói về tầm quan trọng của việc bảo tồn hổ và tình yêu của anh ấy trong việc chụp ảnh những con hổ ở nơi bắn chúng.